# Rhynchospora corymbosa
Rhynchospora corymbosa là loài thực vật có hoa trong họ Cói. Loài này được (L.) Britton miêu tả khoa học đầu tiên năm 1892.